# Интегрин альфа-10
Интегрин альфа-10 (α10) — мембранный белок, гликопротеин из надсемейства интегринов, продукт гена ITGA10, альфа-субъединица интегрина α10β1, рецептора для коллагена. 

## Функции
Интегрин альфа-10/бета-1 (α10β1) является рецептором для коллагена.

## Структура
Интегрин альфа-10 — крупный белок, состоит из 1145 аминокислот, молекулярная масса белковой части — 127,6 кДа. N-концевой участок (1100 аминокислот) является внеклеточным, далее расположен единственный трансмембранный фрагмент и небольшой внутриклеточный фрагмент (22 аминокислоты). Внеклеточный фрагмент включает 7 FG-GAP повторов, VWFA домен, до 11 участков N-гликозилирования. Цитозольный участок включает GFFKR мотив.
Интегрин альфа-10 относится к интегринам с I-доменом (VWFA домен), которые не подвергаются ограниченному протеолизу в процессе созревания. Альтернативный сплайсинг приводит к образованию 2 изоформ.

## Тканевая специфичность
Интегрин α10β1 широко представлен в различных тканях, наиболее высокий уровень экспрессии — в мышцах и сердце. Присутствует также в суставных хрящах. 